# Head (Unix)
Pour les articles homonymes, voir Head.
head est une commande UNIX qui permet d'afficher les premières lignes de texte d'un fichier ou de l'entrée standard. La syntaxe de cette commande est la suivante :
```
 
head
 
[
options
]
 
<fichier>

```

Par défaut, head affiche les 10 premières lignes de son entrée sur la sortie standard. Le nombre de lignes affichées peut être changé avec une option fournie sur la ligne de commande. L'exemple suivant affiche les 20 premières lignes de fichier :
```
 
head
 
-n
 
20
 
''
fichier
''

```

Celui-ci affiche les 5 premières lignes de tous les fichiers commençant par foo :
```
 
head
 
-n
 
5
 
''
foo*
''

```

Plus généralement, les caractères joker « * » (pour n caractères) et « ? » (pour 1 caractère) sont acceptés dans le nom de fichier.

Certaines versions de head omettent le n. Il faut alors uniquement taper -5.

## Options
```
-c <x nombre d'octets> Copie les x premiers octets.
```

## Autre
- Comme beaucoup des premières versions d'Unix n'avaient pas cette commande, les documentations et les livres utilisaient sed à la place :

```
 
sed
 
5q
 
''
foo
''

```

Cela demande à sed d'afficher 5 lignes, puis de quitter.
- Lorsque l'on veut visualiser la fin du fichier, il faut utiliser la commande tail.